# Philhygra malleus
Philhygra malleus är en skalbaggsart som beskrevs av Joy 1913. Philhygra malleus ingår i släktet Philhygra, och familjen kortvingar. Arten är reproducerande i Sverige.